# Cristolț
Cristolț (en hongrois Nagykeresztes, en allemand Christholz) est une commune roumaine du județ de Sălaj, dans la région historique de Transylvanie et dans la région de développement du Nord-ouest.

## Géographie
La commune de Cristolț est située à l'est du județ, dans les collines de Șimișna-Gârbou, à cheval sur les vallées de la Brâgez et de la Cristoțel, deux petits affluents de la Someș, à 23 km à l'est de Jibou et à 47 km à l'est de Zalău, le chef-lieu du județ.
La municipalité est composée des quatre villages suivants (population en 2002) :
- Cristolț (752), siège de la commune ;
- Muncel (222) ;
- Poiana Onții (111) ;
- Văleni (475).

## Histoire
La première mention écrite du village de Cristolț date de 1554 sous le nom hongrois de Nagy Kerestolcz. Muncele st mentionnée pour la première fois en 1557 et Văleni en 1954.
La commune, qui appartenait au royaume de Hongrie, faisait partie de la principauté de Transylvanie et elle en a donc suivi l'histoire.
Après le compromis de 1867 entre Autrichiens et Hongrois de l'empire d'Autriche, la principauté de Transylvanie disparaît et, en 1876, le royaume de Hongrie est partagé en comitats. Cristolț intègre le comitat de Szolnok-Doboka (Szolnok-Doboka vármegye).
À la fin de la Première Guerre mondiale, l'Empire austro-hongrois disparaît et la commune rejoint la Grande Roumanie et le județ de Someș disparu depuis et dont le chef-lieu était la ville de Dej.
En 1940, à la suite du deuxième arbitrage de Vienne, elle est annexée par la Hongrie jusqu'en 1944. Elle réintègre la Roumanie après la Seconde Guerre mondiale. En 1968, lors de la réorganisation administrative du pays, la commune est intégrée dans le județ de Sălaj dont elle partie de nos jours.

## Démographie
En 1910, à l'époque austro-hongroise, la commune comptait 1 785 Roumains (97,06 %), 24 Hongrois (1,31 %) et 24 Allemands (1,31 %).
En 1930, on dénombrait 1 827 Roumains (97,91 %), 8 Hongrois (0,43 %) et 26 Juifs (1,39 %) (%).
En 1956, après la Seconde Guerre mondiale, 2 434 Roumains (99,63 %) côtoyaient 9 Hongrois (0,37 %).
En 2002, la commune comptait 1 558 Roumains (99,88 %), 1 Hongrois (0,06 %) et 1 Roms (0,06 %). On comptait à cette date 739 ménages et 750 logements.
Lors du recensement de 2011, 97,24 % de la population se déclarent roumains (2,75 % ne déclarent pas d'appartenance ethnique).

### Religions
En 2002, 99,42 % de la population se déclarent Chrétiens orthodoxes.

## Politique
| Parti | Parti                                            | Sièges |
| ----- | ------------------------------------------------ | ------ |
|       | Parti social-démocrate (PSD)                     | 4      |
|       | Parti national libéral (PNL)                     | 2      |
|       | Parti Mouvement populaire (PMP)                  | 2      |
|       | Parti national paysan chrétien-démocrate (PNȚCD) | 1      |

## Économie
L'économie de la commune repose sur l'agriculture, l'élevage et l'exploitation des forêts (1 000 ha).

## Communications

### Routes
La route régionale DJ110D permet de rejoindre Surduc et la nationale DN1H.

## Lieux et monuments
- Muncel, église orthodoxe en bois des saints Archanges Michel et Gabriel (Sf. Arhangeli Mihail și Gavrili) du XVIIIe siècle[7].